# Synagoga ve Slaném
Synagoga ve Slaném se nachází zhruba 100 metrů severovýchodně od Masarykova náměstí ve Slaném ve Fričově ulici. Postavena byla v roce 1865 v maurském slohu s novorománskými prvky a nahradila tak již nevyhovující předchozí modlitebnu israelitské náboženské obce v hostinci „U Templu“ v Kynského ulici.
Budova synagogy již neplní svůj původní účel, od roku 2013 zde má služebnu Policie ČR.

## Popis

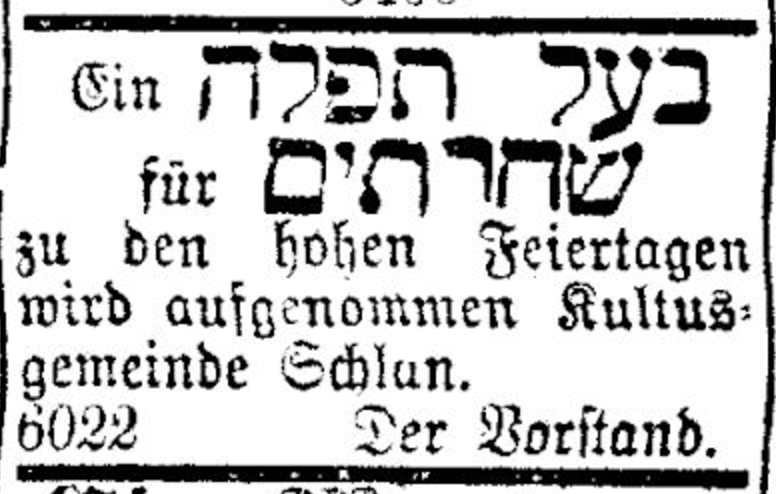
Inzerát slánské židovské obce na konkurz na ba'al tfile (בעל תפילה) k nadcházejícím Vysokým svátkům. Prager Tagblatt, září 1903.

Jedná se o dvoupatrovou budovu orientovanou v ose východ-západ, vyhotovenou v tehdy módním tzv. maurském slohu. Střecha je sedlová, východní štít členěn dvěma okenními osami, mezi kterými byl aron ha-kodeš, nad ním jedno kruhové okno, ve štítě dvě malá okna. Vstup jen ze západní strany, portál zdobený sloupky, nade dveřmi dochováno desatero, nad ním velké kruhové okno ve štítě a dvě malá okna. Dřevěná ženská galerie byla přistavěna roku 1895 v poschodí při západní a severní straně, přístupna byla schodištěm ze sousední židovské školy přistavěné k severní straně synagogy. Jižní stěna synagogy je členěna čtyřmi okenními osami.

## Historie
V květnu 1864 získala židovská obec povolení ke stavbě a již v roce 1865 byla budova zprovozněna.
V synagoze působil mj. rabín Filip Bondy, proponent českožidovského hnutí a pozdější rabín českožidovského vlasteneckého spolku Or Tomid se sídlem v Praze, jenž jako jeden z prvních zavedl užívání češtiny během židovských bohoslužeb.
Obřady se v synagoze konaly až do druhé světové války, kdy začalo docházet k represím vůči židovským obyvatelům města. V roce 1942 proběhl svoz zabavených liturgických předmětů (svitky Tóry, modlitební knihy, textilie aj.) do válečného Ústředního židovského muzea v Praze.
Od roku 1958 je bývalá synagoga zapsána v seznamu kulturních památek, v roce 1961 přešla do majetku státu, v roce 1965 sloužila jako skladiště, později zde byly zřízeny bytové jednotky. Od roku 1974 sloužila budova jako pobočka Státního okresního archivu Kladno. Od roku 2013 zde funguje služebna Policie České republiky. 
Modlitební sál je aktuálně rozdělen na dvě podlaží a dále členěn přepážkami na jednotlivé místnosti. Z původní výzdoby modlitebního sálu už není dochován ani původní modře malovaný klenutý strop s plastickými hvězdičkami. Dle vyjádření PČR je synagogální strop k roku 2020 pouze celistvě modrý.
Budova bývalé židovské školy (čp. 150), stavebně související se synagogou, byla přestavěna k obytným účelům, je taktéž využívána pro účely PČR.
Vybavení synagogy se nedochovalo, ve sbírkách židovského muzea v Praze se nachází několik desítek kultovních předmětů ze Slaného a okolí. V USA se nachází pravděpodobně pět (možná více) slánských Tór, které byly po druhé světové válce odprodány Ministerstvem kultury ze sbírek Židovského muzea soukromému sběrateli – a to i přes protesty tehdejší židovské obce v Praze. Tóry jsou v užívání reformních židovských obcí např. ve městě Savannah v Georgii, v New Jersey či v Prescottu v Arizoně. Tyto židovské obce mají povědomí o původu svých Tór a pravidelně na dnes již neexistující slánskou židovskou obec pořádají vzpomínkové akce během svátků a nejrůznějších výročí.